# ماهرخ
ماهرخ یک فیلم بلند تلویزیونی به نویسندگی و کارگردانی حمیدرضا حافظی است. این تله فیلم در سال ۱۳۸۹ توسط گروه کودک و نوجوان شبکه دوم سیما تولید شده است. ماهرخ اولین بار در بخش مسابقه بیست و چهارمین جشنواره بین‌المللی فیلم های کودکان و نوجوانان همدان و سپس چهلمین جشنواره بین‌المللی فیلم رشد به نمایش درآمد و تاکنون نیز از شبکه های مختلف تلویزیون پخش شده است.

## خلاصه داستان
دختر بچه ای که حاضر به پذیرفتن نامادری نیست؛ با شخصیت های افسانه ای ماه پیشونی، سفید برفی و سیندرلا همزات پنداری می کند.